# Plissiermaschine

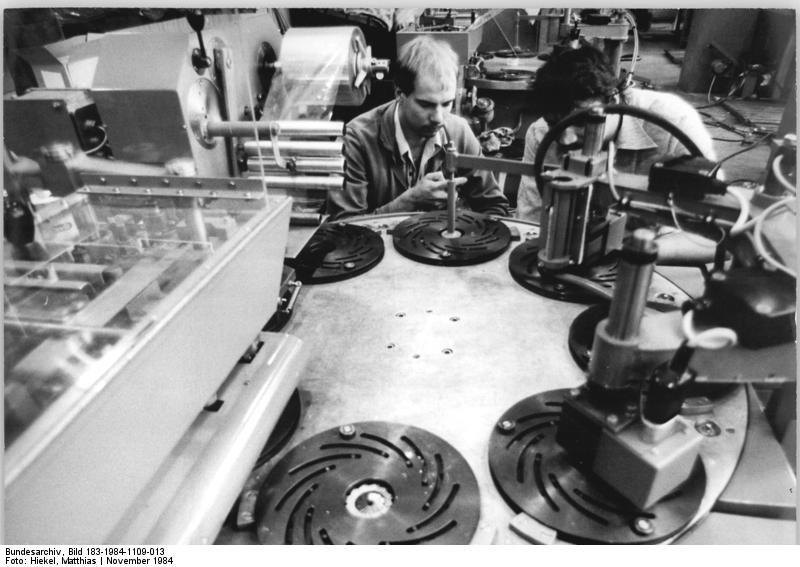
Maschinen- und Anlagenmonteure testen eine Plissiermaschine beim VEB Kosora Dresden (1984)

Eine Plissiermaschine (Faltenlegmaschine) ist eine Vorrichtung, mit der Falten in Gewebestreifen gebildet werden. Dabei werden einfache Plisséfalten, Quetschfalten und Rosenfalten, die man als zusammengesetzte Quetschfalten betrachten kann, unterschieden.
Die Plissiermaschine verfügt über zwei heizbare Walzen und je nach der Art der zu bildenden Falten ein oder zwei Messer, die das Gewebe in geeigneter Weise falten und dann den Walzen zuführen, zwischen denen die Falten niedergebügelt werden.  Plissiermaschie genannt wird auch eine einfache Vorrichtung mit zwei tief geriefelten heizbaren Walzen, die dem Gewebe nur eine wellenförmige Kräuselung, jedoch keine scharfe Faltung zufügen, sonst als Tollen bezeichnet, wozu eine Tollmaschine verwendet wird.